# Hòa Điền (huyện)
Hòa Điền (Uyghur: خوتەن ناھىيىسى‎, ULY: Xoten Nahiyisi, UPNY: Hotən Nah̡iyisi?) là một huyện của địa khu Hòa Điền, khu tự trị Tân Cương, Trung Quốc.

### Trấn
- Ba Cách Kỳ (巴格其镇)

### Hương
| - Hãn Ngải Nhật Khắc (罕艾日克乡) - Anh A Ngoã Đề (英阿瓦提乡) - Anh Ngải Nhật Khắc (英艾日克乡) - Bố Trát Khắc (布扎克乡) - Lạp Y Khách (拉依喀乡) | - Lãng Như (朗如乡) - Tháp ngoã Khố Lặc (塔瓦库勒乡) - Y Tư Lạp Mộc Hà Ngoã Đề (伊斯拉木阿瓦提乡) - Sắc Cách Tư Khố Lặc (色格孜库勒乡) - Khách Thập Tháp Thập (喀什塔什乡) |